# Staiti
Staiti község (comune) Calabria régiójában, Reggio Calabria megyében.

## Fekvése
A megye délkeleti részén fekszik. Határai:

## Története
A települést a 16. század végén alapította Ippolita Stayti hercegnő. A falu Brancaleone része volt. A 19. században nyerte el önállóságát, amikor a Nápolyi Királyságban felszámolták a feudalizmust.

## Népessége
A népesség számának alakulása:

## Főbb látnivalói
- Sant’Anna-templom
- Santa Maria di Tridetti-templom
- Santa Maria della Vittoria-templom